# Musée naval de Québec
Das Musée naval de Québec (auch Musée naval Stanislas-Déry genannt) ist ein Schifffahrtsmuseum in der kanadischen Stadt Québec. Es befasst sich im Wesentlichen mit der Geschichte der Schifffahrt auf dem Sankt-Lorenz-Strom und der Reserve-Einheiten der kanadischen Marine. Das im Jahr 1995 eröffnete Museum befindet sich an der Rue Dalhousie im alten Hafen der Unterstadt.

## Weblinks

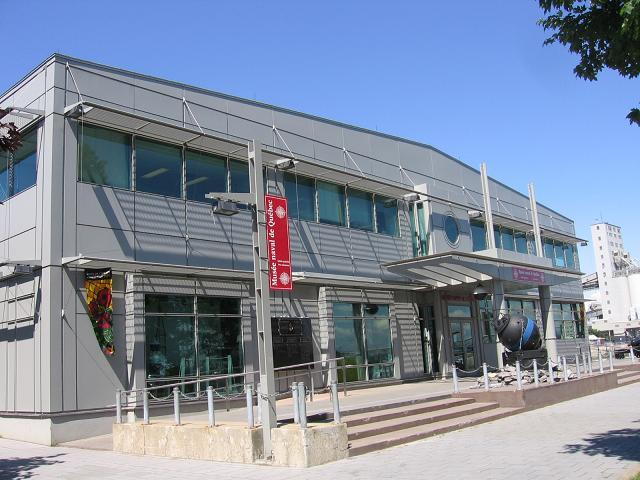
Museumsgebäude